# LCVP
 Der er for få eller ingen kildehenvisninger i denne artikel, hvilket er et problem. Du kan hjælpe ved at angive troværdige kilder til de påstande, som fremføres i artiklen.

Landing Craft, Vehicle, Personnel (LCVP) eller Higgins boat var en landgangsbåd, som blev anvendt i stort omfang under 2. Verdenskrig. Båden var tegnet af Andrew Higgins fra Louisiana i USA baseret på både, som var bygget til at operere i sumpe og marskområder. Der blev bygget over 20.000 af Higgins Industries og på licens.
Bådene var normalt bygget af krydsfiner og denne fladbundede barkasselignende båd kunne transportere en deling på 36 mand i land med 9 knobs fart. Som regel entrede tropperne båden ved at klatre ned ad et net, som blev hængt ud over siden på deres troppetransportskib. De forlod båden ved at styrte frem over bådens bovrampe, når den blev sænket på stranden.

## Konstruktionshistorie
Andrew Higgins begyndte sin karriere indenfor tømmer, men skiftede gradvis over til bådebygning, hvilket blev hans eneste forretning, efter at det tømmertransportfirma, som han drev, gik fallit i 1930.
Heldigvis var United States Marine Corps altid interesseret i at finde bedre måder at få tropper landsat på kysten ved en amfibielandgang og var frustrerede over at flådens kontor for konstruktion og reparation ikke kunne opfylde deres krav. De begyndte at udtrykke interesse for Higgins båd. Da den blev testet i 1938 af flåden og marinekorpset overgik Higgins' Eureka båd langt den båd som flåden selv havde konstrueret, og den blev afprøvet ved flådens landgangsøvelser i februar 1939. Selv om den var tilfredsstillende på de fleste punkter havde den den store ulempe, at mænd og udstyr skulle losses over siderne, hvorved de var udsat for fjendtlig beskydning under kamp. Den blev imidlertid sat i produktion og sat i tjeneste under betegnelsen Landing Craft, Personnel (Large), (LCP(L)). LCP(L) havde to maskingevær stillinger i boven. LCP(L) eller "U-boat" eller "Higgins" boat, blev leveret til briterne, hvor den oprindelig fik betegnelsen "R-boat" og blev brugt ved britiske commandoangreb.
Japanerne havde anvendt landgangsbåde med bovramper i den Anden kinesisk-japanske krig siden sommeren 1937 — både som var kommet under intens interesse fra flåden og marinekorpsets observatører især ved Shanghai, heriblandt af den senere general Victor H. Krulak. Da han fik vist et billede af disse både i 1941 tog Higgins snart kontakt til sin ledende ingeniør og efter at have beskrevet den japanske konstruktion over telefonen bad han ingeniøren om at have en model i fuld størrelse klar, når han kom tilbage til New Orleans.
I løbet af en måned viste afprøvninger i Lake Pontchartrain af Eureka både med bov-ramper, at det var muligt at anvende en sådan båd. Det blev til Landing Craft, Personnel (Ramped) LCP(R). Maskingeværstillingerne var stadig i bådens forstavn, men længere ud mod siden for at skabe plads mellem dem til rampen. Udformningen var stadig ikke ideel, da rampen var en flaskehals for tropper, ligesom det havde været tilfældet med de britiske Landing Craft Assault fra året før.
Det næste trin bestod i at tilpasse en rampe i fuld bredde. Nu kunne tropper forlade både en masse, og et mindre køretøj, såsom en Jeep kunne medtages, og det blev til LCVP (Landing Craft, Vehicle, Personnel), eller simpelthen "Higgins båden" (Higgins Boat). Maskingeværerne blev flyttet ned bag i båden.

## Arven fra Higgins båden
Ingen mindre end den allierede øverstkommanderende erklærede, at Higgins båden var en af de afgørende faktorer for de allieredes sejr på den europæiske vestfront og under de forudgående felttog i Nordafrika og Italien:
| Citat                        | Andrew Higgins ... er manden som vandt krigen for os. ... Hvis Higgins ikke havde konstrueret og bygget disse LCVP'er, kunne vi aldrig have gået i land på åben strand. Hele krigens strategi ville have været anderledes. | Citat |
| General Dwight D. Eisenhower | |       |

Higgins båden blev anvendt ved mange amfibielandsætninger, herunder Operation Overlord på D-dag i det tysk-besatte Normandiet, og tidligere under Operation Torch i Nordafrika, Operation Husky på Sicilien, Operation Shingle og Operation Avalanche i Italien, Operation Dragoon i Sydfrankrig og naturligvis i Stillehavskrigen under Slaget om Guadalcanal, Slaget om Tarawa, Slaget om Filippinerne, Slaget om Iwo Jima og Slaget om Okinawa.

## Overlevende eksemplarer
Kun nogle få Higgins både har overlevet til i dag, ofte med betydelige ændringer af hensyn til efterkrigsbrug. En kopi af en Higgins båd blev bygget i 1990'erne efter de oprindelige tegninger fra Higgins Industries, fremvises på National World War II Museum i New Orleans mens en anden er under restaurering.
En oprindelig Higgins båd, som blev fundet i Normandiet bliver professionelt genskabt af North Carolina Maritime Museum for First Division Museum i Cantigny Park i Wheaton, Illinois. Denne Higgins båd blev fundet i Vierville-sur-Mer i Normandiet af Overlord Research, LLC, en virksomhed fra West Virginia, som blev etableret i 2002 med det formål at lokalisere, preservere og returnere genstande fra 2. Verdenskrig til USA. Overlord købte båden fra dens franske ejere og transporterede derefter Higgins båden til Hughes Marine Service i Chidham, England, hvor den gennemgik en indledende vurdering og restaurering. Under denne vurdering anskaffede First Division Museum båden fra Overlord Research, LLC og flyttede båden til Beaufort, Illinois for at gennemgå omfattende restaurering.
En anden originial Higgins båd blev fundet af Overlord Research, LLC på Isle of Wight og købt af selskabet. Den blev transporteret til Hughes Marine Service hvor den gennemgik en omfattende restaurering. Efter færdiggørelsen til de standarder, som er fastlagt af Center of Military History, blev denne Higgins båd købt af United States Center of Military History til fremtidig fremvisning i National Museum of the United States Army, som er under bygning ved Fort Belvoir, Virginia. Den opbevares i øjeblikket på Redstone Arsenal, Alabama indtil National Army Museum er færdigt.
En original Higgins båd, restaureret af Hughes Marine Service og fremvises på D-Day Museum i Portsmouth, England.
En anden original Higgins båd er under restaurering i Frankrig. Den blev bygget i 1942 og tog formentlig del i landgangene i Nordafrika og Italien under 2. Verdenskrig. Denne båd vil blive restaureret, så den kan sejle igen og deltage i nogle store arrangementer.
En original Higgins båd ligger i Port St Lucie, Florida og afventer restaurering der.

## Yderligere læsning
- Strahan, Jerry E. Andrew Jackson Higgins and the Boats That Won World War II (paperback). Louisiana State University Press; New edition (Sep 1998). 978-0807123393. {{cite book}}: |format= kræver at |url= også er angivet (hjælp) 382 sider (engelsk)

## Eksterne links
- Wikimedia Commons har flere filer relateret til LCVP
- Ships of the U.S. Navy, 1940–1945: LCVP (engelsk) (engelsk)
- History of U.S. Marine Corps Operations in World War II Volume I 
(engelsk) Chapter 3: Development of Landing Craft (engelsk)
- USS Rankin (AKA-103): LCVP Arkiveret 27. maj 2006 hos  Wayback Machine (engelsk) (engelsk)
- USS LST 494 Higgins Boats Arkiveret 3. marts 2016 hos  Wayback Machine (engelsk) (engelsk)